# Philipp Jakob
Philipp Jakob (Újverbász, 1843. május 23. – Szenttamás, 1910. november 11.) bácskai építőmester, fakereskedő, a 19. század végén induló magyarországi metodista misszió egyik kezdeményezője.

## Élete
Az 1843-as születésű Philipp Jakob életének első felét Újverbászon töltötte, majd haláláig, három évtizeden keresztül a közeli Szenttamáson élt. A helyi evangélikus egyház presbitere, öt fiú és egy leány apja. Szenttamáson az evangélikus gyülekezet az ő hathatós segítsége révén tett szert egy saját iskolára. Környezetében építőmesterként, fakereskedőként megbecsült személyiség: „Az üzleti életben való becsületességének, a személyiségét jellemző megbízhatóságának és hűségének köszönhetően az egész környéken híre volt, amelyet még a konkurensek is elismertek.” - mondta róla Funk Márton metodista lelkész.

## A metodista misszió indulása Magyarországon
Philipp Jakob az 1890-es évek második felében kékkereszt egyletet szervezett saját otthonában. Az antialkoholista „mértékletességi egyletben” a németországi metodista énekeskönyvet (Frohe Botschaft) és az amerikai kiadású német nyelvű metodist hetilapot (Der Christliche Apologete) forgatták. 1898-ban többek között ő az, aki meghívta a bécsi metodista lelkészt, Robert Möllert igehirdetői vendég szolgálatra. Ez az időpont a magyarországi metodista misszió kezdő dátuma. A meghívás nyomán Robert Möller Szenttamáson a Jakob házban, Újverbászon a református templomban, valamint Feketehegyen prédikált.
A magyarországi metodizmus „kiválasztott edénye" 1901. március 28-án elsőként lett a Püspöki Methodista Egyház próbatagja (Melle Ottó lelkész vette fel) a Szenttamási Gyülekezetben, ahol laikusként aktív munkatársa lett a közösségnek. 1910 novemberében Funk Márton metodista lelkész temette. Gyermekei közül János (1883-1980) az egyház lelkészeként, majd szuperintendenseként szolgált.